# Cupa Djiboutiului
Cupa Djiboutiului sau Djibouti Cup este cea mai importantă competiție fotbalistică din Djibouti.

## Câștigători
- 1988: AS Port
- 1989: AS Port
- 1990: nu s-a disputat
- 1991: Aéroport
- 1992: AS Compagnie Djibouti-Ethiopie
- 1993: Force Nationale Securité
- 1994: Balbala
- 1995: Balbala
- 1996: Balbala
- 1997: Force Nationale de Police
- 1998: Force Nationale de Police
- 1999: Balbala
- 2000: nu s-a disputat
- 2001: Chemin de Fer Djibouto-Ethiopien
- 2002: Jeunesse Espoir
- 2003: AS Borreh
- 2004: Chemin de Fer Djibouto-Ethiopien
- 2005: Poste de Djibouti
- 2006: AS Ali Sabieh
- 2007: FC Société Immobiliére de Djibouti
- 2008: CDE Colas
- 2009: Guelleh Batal
- 2010: AS Port 3-2 Guelleh Batal de la Garde Républicaine
- 2011: AS Port 2-0 ASAS/Djibouti Télécom